# 10e étape du Tour d'Italie 2009
Pour un article plus général, voir Tour d'Italie 2009.
La 10e étape du Tour d'Italie 2009, s'est déroulée le 19 mai 2009. Cette étape longue de 250 km a relié Coni à Pignerol. L'Italien Danilo Di Luca, alors Maillot rose, s'est imposé sur cette étape, augmentant ainsi son avance sur ses adversaires, à deux jours du contre-la-montre individuel de 61,5 kilomètres.

## Classement de l'étape
| 1. | Danilo Di Luca    | LPR Brakes-Farnese Vini | en | 6 h 30 min 43 s |
|    | Franco Pellizotti | Liquigas                | +  | 10 s            |
| 2. | Denis Menchov     | Rabobank                |    | m.t.            |
| 3. | Carlos Sastre     | Cervélo TestTeam        |    | m.t.            |
| 4. | David Arroyo      | Caisse d'Épargne        |    | 26 s            |
| 5. | Mauricio Soler    | Barloworld              |    | 29 s            |
| 6. | Ivan Basso        | Liquigas                |    | m.t.            |
| 7. | Levi Leipheimer   | Astana                  |    | m.t.            |
| 8. | Joaquim Rodríguez | Caisse d'Épargne        |    | m.t.            |
| 9. | Michael Rogers    | Columbia-High Road      |    | m.t.            |

## Classement général
| 1. | Danilo Di Luca    | LPR Brakes-Farnese Vini                           | en | 44 h 00 min 11 s |
| 2. | Denis Menchov     | Rabobank                                          | +  | 1 min 20 s       |
| 3. | Michael Rogers    | Columbia-High Road                                |    | 1 min 33 s       |
| 4. | Levi Leipheimer   | Astana                                            |    | 1 min 40 s       |
|    | Franco Pellizotti | Liquigas                                          |    | 1 min 53 s       |
| 5. | Carlos Sastre     | Cervélo TestTeam                                  |    | 1 min 54 s       |
| 6. | Ivan Basso        | Liquigas                                          |    | 2 min 03 s       |
| 7. | Thomas Lövkvist   | Columbia-High Road                                |    | 2 min 12 s       |
| 8. | David Arroyo      | Caisse d'Épargne                                  |    | 2 min 35 s       |
| 9. | Gilberto Simoni   | Serramenti PVC Diquigiovanni - Androni Giocattoli |    | 2 min 58 s       |

## Classements annexes
| Classement             | Coureur            | Total             |
| ---------------------- | ------------------ | ----------------- |
| Points                 | Danilo Di Luca     | 97 pts            |
| Montagne               | Stefano Garzelli   | 45 pts            |
| Sprints Intermédiaires | Giovanni Visconti  | 9 pts             |
| Équipe                 | Astana             | 131 h 23 min 53 s |
| Équipe par points      | Columbia-High Road | 213 pts           |
| Jeune                  | Thomas Lövkvist    | 44 h 02 min 23 s  |
| Échappée               | Mauro Facci        | 364 km            |
| Combativité            | Danilo Di Luca     | 22 pts            |
| Azzurri d'Italia       | Danilo Di Luca     | 11 pts            |

## Abandons
- Abandons

198.  Ronny Scholz (Team Milram)